# Leucostoma peccator
Leucostoma peccator är en tvåvingeart som beskrevs av Henry J. Reinhard 1956. Leucostoma peccator ingår i släktet Leucostoma och familjen parasitflugor. Inga underarter finns listade i Catalogue of Life.